# 李思德
李思德（1926年10月3日—2019年6月8日），出生于河北省唐山市遵化市，天主教天津教区天主教主教。 
1955年7月10日，李思德被祝圣为天津教区司铎。1982年6月15日秘密晋升天津教区首位华人正权主教。
2019年6月8日去世。